# Paul Baumm
Paul Baumm (* 20. Dezember 1860 in Kreuzenort; † 3. November 1936 in Zobten) war ein deutscher Arzt.

## Leben
Baumm legte 1880 in Kreuzburg sein Abitur ab. Danach immatrikulierte er sich an der Universität Breslau im Fach Medizin und wurde noch im Jahr 1880 beim Corps Silesia Mitglied. Später studierte er in Jena und München, wo er 1886 sein medizinisches Staatsexamen machte. Danach war er zunächst Assistenzarzt an der Universitätsfrauenklinik in München, dann am Städtischen Krankenhaus in Wiesbaden und schließlich an der Hebammenlehranstalt in Breslau. 1888 wurde er Direktor der Hebammenlehranstalt in Oppeln und dann ab 1894 bis 1929 Leiter der Hebammenlehranstalt in Breslau.
Baumm veröffentlichte über 100 wissenschaftliche Abhandlungen und war unter anderem Ehrenmitglied der Deutschen Gesellschaft für Gynäkologie und Geburtshilfe.
Nach ihm ist der Baumm-Handgriff benannt, eine geburtshilfliche Methode zur Orientierung über die Beschaffenheit und Ausmaße des Beckens.

## Werke
- Die Frauenmilch, deren Veränderlichkeit und Einfluss auf die Säuglingsernährung, 1894
- Ursache und Verhütung des Wochenbett-Fiebers, 1898
- Die praktische Geburtshilfe, 1901
- Kopf und Becken in ihrer gegenseitigen Beziehung unter der Geburt, 1905